# Смирнов, Дмитрий Михайлович (Герой Советского Союза)
Дмитрий Михайлович Смирнов (1922—1989) — капитан Советской Армии, участник Великой Отечественной войны, Герой Советского Союза (1944).

## Биография
Дмитрий Смирнов родился 20 февраля 1922 года в деревне Извозная. После окончания восьми классов школы и школы фабрично-заводского ученичества работал токарем. В июне 1941 года Смирнов был призван на службу в Рабоче-крестьянскую Красную Армию. С 1942 года — на фронтах Великой Отечественной войны. В 1943 году Смирнов окончил Киевское артиллерийское училище.
К июлю 1944 года гвардии лейтенант Дмитрий Смирнов командовал взводом управления батареи 179-го гвардейского артиллерийско-миномётного полка 3-й гвардейской кавалерийской дивизии 2-го гвардейского кавалерийского корпуса 1-го Белорусского фронта. Отличился во время освобождения Польши. 20 июля 1944 года Смирнов во главе отряда переправился через Западный Буг в районе деревни Забуже к северо-западу от Бялы-Подляски и принял активное участие в боях за захват и удержание плацдарма на его берегу, уничтожив мешавшие переправе основных сил огневые точки и отразив большое количество немецких контратак.
Указом Президиума Верховного Совета СССР от 26 октября 1944 года гвардии лейтенант Дмитрий Смирнов был удостоен высокого звания Героя Советского Союза с вручением ордена Ленина и медали «Золотая Звезда».
После окончания войны Смирнов продолжил службу в Советской Армии. В 1945 году он окончил Высшую офицерскую артиллерийскую штабную школу. В 1953 году в звании капитана Смирнов был уволен в запас. Проживал и работал в Сестрорецке. Умер 25 декабря 1989 года, похоронен в Сестрорецке.
Был также награждён орденом Отечественной войны 1-й степени и рядом медалей.